# Ratolí sedós pèl-llarg
El ratolí sedós pèl-llarg (Abrothrix longipilis) és una espècie de mamífer rosegador de la família dels cricètids. Viu al sud de l'Argentina i Xile. Es tracta d'un animal omnívor que ocupa una gran diversitat d'hàbitats, des dels boscos espessos fins a les estepes de matolls i els aiguamolls. És una espècie en risc mínim, és a dir, no sembla que hi hagi cap amenaça significativa per a la seva supervivència. El nom específic longipilis significa ‘pèl-llarg’ en llatí.